# Old Shoreham
Old Shoreham är en stadsdel i Shoreham-by-Sea, i distriktet Adur, i grevskapet West Sussex, i England. Civil parish hade 17 invånare år 1951. Byn nämndes i Domedagsboken (Domesday Book) år 1086, och kallades då Soreham/Soresham.